# Berendien uut Wisp
Berendien uut Wisp en Rosalien uut Drost zijn twee typetjes van het Nederlandse cabaretduo Van Kooten en De Bie, die voor het eerst opdoken in het televisieseizoen 1991/1992 van het programma Keek op de Week. Dit als reactie op de populariteit van het landelijk bekende kruidenvrouwtje Klazien uit Zalk en het fenomeen kwakzalverij.

## Achtergrond
Berendien (gespeeld door Wim de Bie) is een lieve rustige oudere dame die alleen woont in een boerderijtje met een tuintje. Twee witgrijze vlechten zijn strak op haar hoofd aan elkaar gebonden, en ze draagt een degelijke rode jurk tot over de knie, met een wit kraagje om. Ze spreekt Van Kooten altijd aan met "meneer Van Kooot'n", met een Nedersaksisch accent. Van Kooten en De Bie reageren als presentatoren van het programma verschillend op het item. Van Kooten reageert positief op de kruidentips, zonder ze verder heel erg serieus te nemen. De Bie (die zelf Berendien speelt) is juist negatief en beschuldigt Berendien van kwakzalverij, waarbij hij een enkele keer zelfs weigert om tijdens het item in beeld te blijven.
Wekelijks, in totaal tijdens een stuk of 10 afleveringen van Keek op de Week, kwam ze voor het voetlicht om gedurende enkele minuten een aantal – fictieve – kruidentips te geven die tegen een breed scala aan kwalen zouden helpen en vertelde ze ondertussen over haar leven. 
De begeleidende muziek is het instrumentale nummer Bean Fields van Penguin Café Orchestra.
In een van de sketches waarin Berendien verschijnt, uitgezonden op zondag 17 november 1991, krijgt ze concurrentie van de meer gehaaide en 'plattere' kruidenvrouw Rosalien uut Drost (een typetje gespeeld door Kees van Kooten). Rosalien geeft hierbij de tip om dille tussen de billen te stoppen bij impotentie.

## Citaat
- "Als het regent in mei, is april voorbij."